# IC 389
IC 389 је елиптична галаксија у сазвјежђу Еридан која се налази на листи објеката дубоког неба у Индекс каталогу.
Деклинација објекта је - 7° 18' 39" а ректасцензија 4h 41m 59,6s. Привидна величина (магнитуда) објекта IC 389 износи 13,9 а фотографска магнитуда 14,9. IC 389 је још познат и под ознакама MCG -1-12-45, NPM1G -07.0170, PGC 15840.